# Liga Independente das Escolas de Samba do Rio de Janeiro
A Liga Independente das Escolas de Samba do Rio de Janeiro (LIESA) é a principal associação que organiza o carnaval do Rio de Janeiro.

## História
Dirigentes de dez das principais escolas de samba do Rio de Janeiro decidiram em 1984 se unir e projetar o que pensavam ser o melhor para a festa. A partir daí, separam-se da AESCRJ e criaram uma associação própria, a LIESA, que passou a gerenciar os desfiles, repassando os lucros para as escolas de samba do Grupo Especial. A cada ano, as escolas promovidas do Grupo de Acesso para o especial se filiam à LIESA, e as rebaixadas se desfiliam, para voltar a integrar a AESCRJ, que atualmente desfiliam e integram a LIERJ.
Em 2007, a LIESA passou a viver a maior crise de sua história, com a prisão de vários dos seus líderes, como Capitão Guimarães e Anísio Abraão David, durante a Operação Hurricane. Uma CPI se instalou na Câmara dos Vereadores da cidade do Rio de Janeiro para apurar as denúncias de corrupção, porém nada foi provado e nenhuma irregularidade foi constatada. No dia 14 de junho, foi eleita uma nova diretoria, a partir de uma eleição com chapa única, que culminou com a volta de Jorge Castanheira ao comando da liga, que no dia 4 de junho de 2009 foi reeleito por mais três anos.
Em 2012, a LIESA passou a viver novamente a maior crise de sua história, com a prisão de vários dos seus líderes, como Capitão Guimarães e Anísio Abraão David, além disso da provável saída deles, devido investigações do Ministério Público e em junho deste ano, Jorge Castanheira foi reeleito para mais um mandato. no ano de 2014, o júri foi alvo de várias acusações, com o que diz respeito a notas discrepantes a algumas escolas de samba. sendo metade do júri destituídos, além da extinção quesito Conjunto no que fez de que a Liga mudasse sua forma de politicagem, com o retorno de escolas tradicionais como Portela e Mangueira, além da Beija-Flor a causadora desse processo outra mudança foi em relação horário de desfile, começando as 21:30 a pedido da TV  e a diminuição no número de alegorias.
Após intervenção da Rede Globo, que entendeu que o espetáculo já estava cansativo, a LIESA, em plenária, aprovou a mudança do tempo de desfile, de 82 para 75 minutos, como já vinha sendo discutido anteriormente além da diminuição do número de alegorias que agora passou a ser de, no máximo, seis. após duas viradas de mesa a LIESA assinou com o Ministério Público do Estado do Rio de Janeiro, o Termo de Ajustamento de Conduta que comprometeria a entidade há não fazer a virada de mesa, o que novamente ocorreu e inclusive com a renúncia do então presidente Jorge Castanheira e seus diretores. sendo assim o MP ordenará a multa e possível ação de danos a lisura do Grupo Especial.
Entretanto a liga não pagou a multa referente, podendo ter os seus bens penhorados. assim como uma decisão do STJ que implica a ressarcir a Prefeitura do Rio, com relação a venda de ingressos referentes ao carnaval de 1995 e após prorrogar duas vezes o não pagamento da multa imposta ao MP, a LIESA diz que não havia virado a mesa, o que na verdade e uma manobra pra não pagar a multa.
Com a pressão do MP ficou definido novamente numa Assembleia Geral que mantivesse o regulamento, entretanto Jorge Castanheira fez uma manobra que tira o poder das escolas de samba e com isso a Assembleia Geral definido os rumos do carnaval, conforme explanou a Imperatriz Leopoldinense, que seria beneficiada. mas pra evitar que a oposição feita por Rogério de Andrade fosse eleita, membros atuais da direção da entidade convenceram Castanheira a ficar e assim descumprindo o que havia assumido.
Com a desistência de mais uma reeleição de Castanheira e alguns nomes citados como postulantes a presidência da entidade. mas entretanto, o comunicador Jorge Perlingeiro, também fundador e que ler a notas da apuração,  candidatou-se a presidência e será eleito por unaminidade em Março.

## Presidentes
| N°  | Presidente | Presidente          | Início | Término  | Ref                         |
| 1º  |            | Castor de Andrade   | 1984   | 1985     | [ 19 ]                      |
| 2º  |            | Anísio Abraão David | 1985   | 1987     | [ 19 ]                      |
| 3º  |            | Capitão Guimarães   | 1987   | 1993     | [ 19 ]                      |
| 4º  |            | Paulo de Almeida    | 1993   | 1995     | [ 19 ]                      |
| 5º  |            | Jorge Castanheira   | 1995   | 1997     | [ 19 ]                      |
| 6º  |            | Djalma Arruda       | 1997   | 1998     | [ 19 ]                      |
| 7º  |            | Luizinho Drummond   | 1998   | 2001     | [ 19 ]                      |
| 8º  |            | Capitão Guimarães   | 2001   | 2007     | [ 19 ]                      |
| 9º  |            | Jorge Castanheira   | 2007   | 2021     | [ 20 ] [ 10 ] [ 19 ] [ 16 ] |
| 10º |            | Jorge Perlingeiro   | 2021   | 2024     | [ 18 ] [ 21 ]               |
| 11º |            | Gabriel David       | 2024   | Presente | [ 22 ] [ 23 ]               |

## Centro de Memória
O Centro de Memória da LIESA reúne material audiovisual como fotos, som e imagem em DVD, VHS e mais de 20 mil arquivos digitalizados para consulta, estudo e pesquisa da maior manifestação cultural do Brasil, o carnaval.
Seu acervo artístico e cultural de todas as manifestações carnavalescas. Destaque para as escolas de samba do Rio de Janeiro e a história do carnaval desde a introdução do entrudo no Brasil.

## Lista das Campeãs
| Legenda: * Sem informação disponível † Escola extinta |

| Pré-oficialização | Pré-oficialização | Pré-oficialização | Pré-oficialização | Pré-oficialização | Pré-oficialização | Pré-oficialização                  |
| Ano | Escola campeã | N.º | Enredo | Carnavalesco(a) | Escola vice-campeã | Ref.                               |
| --- | --- | --- | --- | --- | --- | ---------------------------------- |
| 1932 | Estação Primeira de Mangueira                                                                                         | 1 | Sorrindo ou Na Floresta | * | Vai Como Pode (Portela) e Para o Ano Sai Melhor (Segunda Linha do Estácio) †                                          | [ 24 ] [ 25 ]                      |
| 1933 | Estação Primeira de Mangueira                                                                                         | 2 | Uma Segunda-feira no Bonfim da Bahia                                                                                                  | Pedro Palheta e Maçu da Mangueira                                                                                          | Azul e Branco do Salgueiro †                                                                                          | [ 26 ] [ 27 ]                      |
| 1934 | Estação Primeira de Mangueira (O País)                                                                                | 3 | Divina Dama ou República da Orgia | Comissão de carnaval | Vai Como Pode (Portela)                                                                                               | [ 28 ] [ 29 ]                      |
| 1934 | Recreio de Ramos † (A Hora)                                                                                           | 1 | * | * | Unidos da Tijuca | [ 28 ] [ 29 ]                      |
| Desfile oficial | | | | | |                                    |
| Ano | Escola campeã | N.º | Enredo | Carnavalesco(a) | Escola vice-campeã | Ref.                               |
| 1935 | Vai Como Pode (Portela)                                                                                               | 1 | O Samba Dominando o Mundo | Antônio Caetano | Estação Primeira de Mangueira                                                                                         | [ 30 ] [ 31 ]                      |
| 1936 | Unidos da Tijuca | 1 | Sonhos Delirantes | * | Estação Primeira de Mangueira                                                                                         | [ 32 ] [ 33 ]                      |
| 1937 | Vizinha Faladeira | 1 | Uma Só Bandeira | * | Portela | [ 34 ] [ 35 ]                      |
| 1938 | As escolas desfilaram, mas não foram julgadas                                                                         | As escolas desfilaram, mas não foram julgadas                                                                         | As escolas desfilaram, mas não foram julgadas                                                                                         | As escolas desfilaram, mas não foram julgadas                                                                              | As escolas desfilaram, mas não foram julgadas                                                                         | [ 36 ] [ 37 ] [ 38 ]               |
| 1939 | Portela | 2 | Teste ao Samba | Paulo da Portela | Estação Primeira de Mangueira                                                                                         | [ 39 ] [ 40 ]                      |
| 1940 | Estação Primeira de Mangueira                                                                                         | 4 | Prantos, Pretos e Poetas | * | Mocidade Louca de São Cristóvão †                                                                                     | [ 41 ] [ 42 ]                      |
| 1941 | Portela | 3 | Dez Anos de Glórias | Paulo da Portela e Lino Manoel dos Reis                                                                                    | Estação Primeira de Mangueira                                                                                         | [ 43 ] [ 44 ]                      |
| 1942 | Portela | 4 | A Vida do Samba | Lino Manoel dos Reis | Depois Eu Digo † | [ 45 ] [ 46 ]                      |
| 1943 | Portela | 5 | Carnaval de Guerra | Liga da Defesa Nacional | Estação Primeira de Mangueira                                                                                         | [ 47 ] [ 48 ]                      |
| 1944 | Portela | 6 | Brasil Glorioso | Liga da Defesa Nacional | Estação Primeira de Mangueira                                                                                         | [ 49 ] [ 50 ]                      |
| 1945 | Portela | 7 | Motivos Patrióticos | Liga da Defesa Nacional | Estação Primeira de Mangueira                                                                                         | [ 51 ] [ 52 ]                      |
| 1946 | Portela | 8 | Alvorada do Novo Mundo | Lino Manoel dos Reis | Estação Primeira de Mangueira                                                                                         | [ 53 ] [ 54 ]                      |
| 1947 | Portela | 9 | Honra ao Mérito | Euzébio e Lino Manoel dos Reis                                                                                             | Estação Primeira de Mangueira                                                                                         | [ 55 ] [ 56 ]                      |
| 1948 | Império Serrano | 1 | Homenagem a Antônio Castro Alves | * | Unidos da Tijuca | [ 57 ] [ 58 ]                      |
| 1949 | Império Serrano (FBES)                                                                                                | 2 | Exaltação a Tiradentes | * | Azul e Branco do Salgueiro †                                                                                          | [ 59 ] [ 60 ] [ 61 ]               |
| 1949 | Estação Primeira de Mangueira] (UGESB)                                                                                | 5 | Apologia aos Mestres | * | Portela | [ 59 ] [ 60 ] [ 61 ]               |
| 1950 | Império Serrano (FBES)                                                                                                | 3 | Batalha Naval do Riachuelo | * | Aprendizes de Lucas †                                                                                                 | [ 62 ] [ 63 ] [ 64 ] [ 65 ] [ 66 ] |
| 1950 | Estação Primeira de Mangueira (UCES)                                                                                  | 6 | Plano SALTE — Saúde, Lavoura, Transporte e Educação                                                                                   | * | Portela | [ 62 ] [ 63 ] [ 64 ] [ 65 ] [ 66 ] |
| 1950 | Prazer da Serrinha † (UGESB)                                                                                          | 1 | * | * | Paz e Amor †, Três Mosqueteiros †, Depois Eu Digo †, Unidos da Tamarineira † e Unidos de Congonhas †                  | [ 62 ] [ 63 ] [ 64 ] [ 65 ] [ 66 ] |
| 1950 | Unidos da Capela † (UGESB)                                                                                            | 1 | * | * | Paz e Amor †, Três Mosqueteiros †, Depois Eu Digo †, Unidos da Tamarineira † e Unidos de Congonhas †                  | [ 62 ] [ 63 ] [ 64 ] [ 65 ] [ 66 ] |
| 1951 | Império Serrano (FBES)                                                                                                | 4 | Sessenta e Um Anos de República | * | Aprendizes de Lucas †                                                                                                 | [ 67 ] [ 68 ] [ 69 ] [ 70 ]        |
| 1951 | Portela (UGESB) | 10 | A Volta do Filho Pródigo | Lino Manoel dos Reis | Três Mosqueteiros †                                                                                                   | [ 67 ] [ 68 ] [ 69 ] [ 70 ]        |
| Supercampeonato | | | | | |                                    |
| Ano | Escola campeã | N.º | Enredo | Carnavalesco(a) | Escola vice-campeã | Ref.                               |
| 1952 | A apuração não foi realizada                                                                                          | A apuração não foi realizada                                                                                          | A apuração não foi realizada | A apuração não foi realizada                                                                                               | A apuração não foi realizada                                                                                          | [ 71 ] [ 72 ] [ 73 ]               |
| 1953 | Portela | 11 | As Seis Datas Magnas | Lino Manoel dos Reis | Império Serrano | [ 74 ] [ 75 ]                      |
| 1954 | Estação Primeira de Mangueira                                                                                         | 7 | Rio de Janeiro de Ontem e Hoje | * | Império Serrano | [ 76 ] [ 77 ]                      |
| 1955 | Império Serrano | 5 | Exaltação a Caxias | * | Estação Primeira de Mangueira                                                                                         | [ 78 ] [ 79 ]                      |
| 1956 | Império Serrano | 6 | Caçador de Esmeraldas ou Sonhos das Esmeraldas                                                                                        | * | Portela | [ 80 ] [ 81 ]                      |
| 1957 | Portela | 12 | Legados de D. João VI | Djalma Vogue, Candeia e Joacir                                                                                             | Império Serrano | [ 82 ] [ 83 ]                      |
| 1958 | Portela | 13 | Vultos e Efemérides do Brasil | Djalma Vogue | Império Serrano | [ 84 ] [ 85 ]                      |
| 1959 | Portela | 14 | Brasil, Panteon de Glórias | Djalma Vogue | Acadêmicos do Salgueiro                                                                                               | [ 86 ] [ 87 ]                      |
| 1960 | Portela | 15 | Rio, Capital Eterna do Samba ou Rio, Cidade Eterna                                                                                    | Djalma Vogue | Aprendizes de Lucas †                                                                                                 | [ 88 ] [ 89 ]                      |
| 1960 | Estação Primeira de Mangueira                                                                                         | 8 | Glória ao Samba ou Carnaval de Todos os Tempos                                                                                        | * | Aprendizes de Lucas †                                                                                                 | [ 88 ] [ 89 ]                      |
| 1960 | Acadêmicos do Salgueiro                                                                                               | 1 | Quilombo dos Palmares | Fernando Pamplona, Arlindo Rodrigues e Newton de Sá                                                                        | Aprendizes de Lucas †                                                                                                 | [ 88 ] [ 89 ]                      |
| 1960 | Unidos da Capela † | 2 | Produtos e Costumes de Nossa Terra | João Moleque | Aprendizes de Lucas †                                                                                                 | [ 88 ] [ 89 ]                      |
| 1960 | Império Serrano | 7 | Medalhas e Brasões | * | Aprendizes de Lucas †                                                                                                 | [ 88 ] [ 89 ]                      |
| 1961 | Estação Primeira de Mangueira                                                                                         | 9 | Reminiscências do Rio Antigo | * | Acadêmicos do Salgueiro                                                                                               | [ 90 ] [ 91 ]                      |
| Grupo 1 | | | | | |                                    |
| Ano | Escola campeã | N.º | Enredo | Carnavalesco(a) | Escola vice-campeã | Ref.                               |
| 1962 | Portela | 16 | Rugendas ou Viagens Pitorescas Através do Brasil                                                                                      | Nelson de Andrade | Império Serrano | [ 92 ] [ 93 ]                      |
| 1963 | Acadêmicos do Salgueiro                                                                                               | 2 | Chica da Silva | Arlindo Rodrigues | Estação Primeira de Mangueira                                                                                         | [ 94 ] [ 95 ]                      |
| 1964 | Portela | 17 | O Segundo Casamento de D. Pedro I | Nelson de Andrade | Acadêmicos do Salgueiro                                                                                               | [ 96 ] [ 97 ]                      |
| 1965 | Acadêmicos do Salgueiro                                                                                               | 3 | História do Carnaval Carioca - Eneida                                                                                                 | Fernando Pamplona e Arlindo Rodrigues                                                                                      | Império Serrano | [ 98 ] [ 99 ]                      |
| 1966 | Portela | 18 | Memórias de Um Sargento de Milícias                                                                                                   | Nelson de Andrade | Estação Primeira de Mangueira                                                                                         | [ 100 ] [ 101 ]                    |
| 1967 | Estação Primeira de Mangueira                                                                                         | 10 | O Mundo Encantado de Monteiro Lobato                                                                                                  | Júlio Mattos | Império Serrano | [ 102 ] [ 103 ]                    |
| 1968 | Estação Primeira de Mangueira                                                                                         | 11 | Samba, Festa de Um Povo | Júlio Mattos | Império Serrano | [ 104 ] [ 105 ]                    |
| 1969 | Acadêmicos do Salgueiro                                                                                               | 4 | Bahia de Todos os Deuses | Fernando Pamplona e Arlindo Rodrigues                                                                                      | Estação Primeira de Mangueira                                                                                         | [ 106 ] [ 107 ]                    |
| 1970 | Portela | 19 | Lendas e Mistérios da Amazônia | Clóvis Bornay e Arnaldo Pederneiras                                                                                        | Acadêmicos do Salgueiro                                                                                               | [ 108 ] [ 109 ]                    |
| 1971 | Acadêmicos do Salgueiro                                                                                               | 5 | Festa Para Um Rei Negro | Fernando Pamplona, Arlindo Rodrigues, Maria Augusta e Joãsinho Trinta                                                      | Portela | [ 110 ] [ 111 ]                    |
| 1972 | Império Serrano | 8 | Alô, Alô, Taí Carmem Miranda | Fernando Pinto | Estação Primeira de Mangueira                                                                                         | [ 112 ] [ 113 ]                    |
| 1973 | Estação Primeira de Mangueira                                                                                         | 12 | Lendas do Abaeté | Júlio Mattos | Império Serrano | [ 114 ] [ 115 ]                    |
| 1974 | Acadêmicos do Salgueiro                                                                                               | 6 | O Rei de França na Ilha da Assombração                                                                                                | Joãosinho Trinta e Maria Augusta                                                                                           | Portela | [ 116 ] [ 117 ]                    |
| 1975 | Acadêmicos do Salgueiro                                                                                               | 7 | O Segredo das Minas do Rei Salomão | Joãosinho Trinta | Estação Primeira de Mangueira                                                                                         | [ 118 ] [ 119 ]                    |
| 1976 | Beija-Flor de Nilópolis                                                                                               | 1 | Sonhar com Rei dá Leão | Joãosinho Trinta | Estação Primeira de Mangueira                                                                                         | [ 120 ] [ 121 ] [ 122 ]            |
| 1977 | Beija-Flor de Nilópolis                                                                                               | 2 | Vovó e o Rei da Saturnália na Corte Egípciana                                                                                         | Joãosinho Trinta | Portela | [ 123 ] [ 124 ] [ 125 ]            |
| 1978 | Beija-Flor de Nilópolis                                                                                               | 3 | A Criação do Mundo na Tradição Nagô                                                                                                   | Joãosinho Trinta | Estação Primeira de Mangueira                                                                                         | [ 126 ] [ 127 ] [ 128 ]            |
| Grupo 1-A | | | | | |                                    |
| Ano | Escola campeã | N.º | Enredo | Carnavalesco(a) | Escola vice-campeã | Ref.                               |
| 1979 | Mocidade Independente de Padre Miguel                                                                                 | 1 | O Descobrimento do Brasil | Arlindo Rodrigues | Beija-Flor de Nilópolis                                                                                               | [ 129 ] [ 130 ] [ 131 ]            |
| 1980 | Beija-Flor de Nilópolis                                                                                               | 4 | O Sol da Meia-noite, Uma Viagem ao País das Maravilhas                                                                                | Joãosinho Trinta | Mocidade Independente de Padre Miguel; União da Ilha do Governador; Unidos de Vila Isabel                             | [ 132 ] [ 133 ] [ 134 ]            |
| 1980 | Imperatriz Leopoldinense                                                                                              | 1 | O Quê Que a Bahia Tem? | Arlindo Rodrigues | Mocidade Independente de Padre Miguel; União da Ilha do Governador; Unidos de Vila Isabel                             | [ 132 ] [ 133 ] [ 134 ]            |
| 1980 | Portela | 20 | Hoje tem Marmelada! | Viriato Ferreira | Mocidade Independente de Padre Miguel; União da Ilha do Governador; Unidos de Vila Isabel                             | [ 132 ] [ 133 ] [ 134 ]            |
| 1981 | Imperatriz Leopoldinense                                                                                              | 2 | O Teu Cabelo Não Nega | Arlindo Rodrigues | Beija-Flor de Nilópolis                                                                                               | [ 135 ] [ 136 ] [ 137 ]            |
| 1982 | Império Serrano | 9 | Bum Bum Paticumbum Prugurundum | Rosa Magalhães e Lícia Lacerda                                                                                             | Portela | [ 138 ] [ 139 ] [ 140 ]            |
| 1983 | Beija-Flor de Nilópolis                                                                                               | 5 | A Grande Constelação das Estrelas Negras                                                                                              | Joãosinho Trinta | Portela | [ 141 ] [ 142 ] [ 143 ]            |
| 1984 | Portela (Desfile de domingo)                                                                                          | 21 | Contos de Areia | Edmundo Braga e Paulino Espírito Santo                                                                                     | Império Serrano (Desfile de domingo)                                                                                  | [ 144 ] [ 145 ] [ 146 ] [ 147 ]    |
| 1984 | Estação Primeira de Mangueira (Desfile de segunda-feira)                                                              | 13 | Yes, Nós Temos Braguinha | Max Lopes | Mocidade Independente de Padre Miguel (Desfile de segunda-feira)                                                      | [ 144 ] [ 145 ] [ 146 ] [ 147 ]    |
| 1984 | Estação Primeira de Mangueira (Supercampeonato)                                                                       | 14 | Yes, Nós Temos Braguinha | Max Lopes | Portela (Supercampeonato)                                                                                             | [ 144 ] [ 145 ] [ 146 ] [ 147 ]    |
| 1985 | Mocidade Independente de Padre Miguel                                                                                 | 2 | Ziriguidum 2001 - Carnaval nas Estrelas                                                                                               | Fernando Pinto | Beija-Flor de Nilópolis                                                                                               | [ 148 ] [ 149 ] [ 150 ]            |
| 1986 | Estação Primeira de Mangueira                                                                                         | 15 | Caymmi Mostra ao Mundo o que a Bahia e a Mangueira Têm                                                                                | Júlio Mattos | Beija-Flor de Nilópolis                                                                                               | [ 151 ] [ 152 ] [ 153 ]            |
| Grupo 1 | | | | | |                                    |
| Ano | Escola campeã | N.º | Enredo | Carnavalesco(a) | Escola vice-campeã | Ref.                               |
| 1987 | Estação Primeira de Mangueira                                                                                         | 16 | No Reino das Palavras, Carlos Drummond de Andrade                                                                                     | Júlio Mattos | Mocidade Independente de Padre Miguel                                                                                 | [ 154 ] [ 155 ] [ 156 ]            |
| 1988 | Unidos de Vila Isabel                                                                                                 | 1 | Kizomba, Festa da Raça | Paulo César Cardoso, Milton Siqueira e Ilvamar Magalhães                                                                   | Estação Primeira de Mangueira                                                                                         | [ 157 ] [ 158 ] [ 159 ]            |
| 1989 | Imperatriz Leopoldinense                                                                                              | 3 | Liberdade, Liberdade, Abre as Asas Sobre Nós!                                                                                         | Max Lopes | Beija-Flor de Nilópolis                                                                                               | [ 160 ] [ 161 ] [ 162 ]            |
| Grupo Especial | | | | | |                                    |
| Ano | Escola campeã | N.º | Enredo | Carnavalesco(a) | Escola vice-campeã | Ref.                               |
| 1990 | Mocidade Independente de Padre Miguel                                                                                 | 3 | Vira, Virou, a Mocidade Chegou | Renato Lage e Lilian Rabello                                                                                               | Beija-Flor de Nilópolis                                                                                               | [ 163 ] [ 164 ] [ 165 ]            |
| 1991 | Mocidade Independente de Padre Miguel                                                                                 | 4 | Chuê, Chuá, as Águas Vão Rolar | Renato Lage e Lilian Rabello                                                                                               | Acadêmicos do Salgueiro                                                                                               | [ 166 ] [ 167 ] [ 168 ]            |
| 1992 | Estácio de Sá | 1 | Paulicéia Desvairada - 70 Anos de Modernismo                                                                                          | Mário Monteiro e Chico Spinoza                                                                                             | Mocidade Independente de Padre Miguel                                                                                 | [ 169 ] [ 170 ] [ 171 ]            |
| 1993 | Acadêmicos do Salgueiro                                                                                               | 8 | Peguei Um Ita no Norte | Mario Borriello | Imperatriz Leopoldinense                                                                                              | [ 172 ] [ 173 ] [ 174 ]            |
| 1994 | Imperatriz Leopoldinense                                                                                              | 4 | Catarina de Médicis na Corte dos Tupinambôs e dos Tabajéres                                                                           | Rosa Magalhães | Acadêmicos do Salgueiro                                                                                               | [ 175 ] [ 176 ] [ 177 ]            |
| 1995 | Imperatriz Leopoldinense                                                                                              | 5 | Mais Vale Um Jegue que me Carregue, que Um Camelo que Me Derrube, Lá no Ceará                                                         | Rosa Magalhães | Portela | [ 178 ] [ 179 ] [ 180 ]            |
| 1996 | Mocidade Independente de Padre Miguel                                                                                 | 5 | Criador e Criatura | Renato Lage | Imperatriz Leopoldinense                                                                                              | [ 181 ] [ 182 ] [ 183 ]            |
| 1997 | Unidos do Viradouro                                                                                                   | 1 | Trevas! Luz! A Explosão do Universo                                                                                                   | Joãosinho Trinta | Mocidade Independente de Padre Miguel                                                                                 | [ 184 ] [ 185 ] [ 186 ]            |
| 1998 | Beija-Flor de Nilópolis                                                                                               | 6 | Pará, O Mundo Místico dos Caruanas, nas Águas do Patu-anu                                                                             | Cid Carvalho, Amarildo de Mello, Anderson Müller, Fran Sérgio, Ubiratan Silva, Nelson Ricardo, Paulo Führo e Victor Santos | — | [ 187 ] [ 188 ] [ 189 ]            |
| 1998 | Estação Primeira de Mangueira                                                                                         | 17 | Chico Buarque da Mangueira | Alexandre Louzada | — | [ 187 ] [ 188 ] [ 189 ]            |
| 1999 | Imperatriz Leopoldinense                                                                                              | 6 | Brasil, Mostra a Sua Cara em... Theatrum Rerum Naturalium Brasiliae                                                                   | Rosa Magalhães | Beija-Flor de Nilópolis                                                                                               | [ 190 ] [ 191 ] [ 192 ]            |
| 2000 | Imperatriz Leopoldinense                                                                                              | 7 | Quem Descobriu o Brasil Foi Seu Cabral, no Dia 22 de Abril, Dois Meses Depois do Carnaval                                             | Rosa Magalhães | Beija-Flor de Nilópolis                                                                                               | [ 193 ] [ 194 ] [ 195 ]            |
| 2001 | Imperatriz Leopoldinense                                                                                              | 8 | Cana-caiana, Cana Roxa, Cana Fita, Cana Preta, Amarela, Pernambuco... Quero Vê Descê o Suco na Pancada do Ganzá                       | Rosa Magalhães | Beija-Flor de Nilópolis                                                                                               | [ 196 ] [ 197 ] [ 198 ]            |
| 2002 | Estação Primeira de Mangueira                                                                                         | 18 | Brazil com Z é pra Cabra da Peste, Brasil com S é Nação do Nordeste                                                                   | Max Lopes | Beija-Flor de Nilópolis                                                                                               | [ 199 ] [ 200 ] [ 201 ]            |
| 2003 | Beija-Flor de Nilópolis                                                                                               | 7 | O Povo Conta a Sua História: "Saco Vazio Não Para em Pé - A Mão que Faz a Guerra, Faz a Paz"                                          | Laíla, Cid Carvalho, Fran Sérgio, Ubiratan Silva e Shangai                                                                 | Estação Primeira de Mangueira                                                                                         | [ 202 ] [ 203 ] [ 204 ]            |
| 2004 | Beija-Flor de Nilópolis                                                                                               | 8 | Manôa, Manaus, Amazônia, Terra Santa: Alimenta o Corpo, Equilibra a Alma e Transmite a Paz                                            | Laíla, Cid Carvalho, Fran Sérgio, Ubiratan Silva e Shangai                                                                 | Unidos da Tijuca | [ 205 ] [ 206 ] [ 207 ]            |
| 2005 | Beija-Flor de Nilópolis                                                                                               | 9 | O Vento Corta as Terras dos Pampas. Em Nome do Pai, do Filho e do Espírito Guarani. Sete Povos na Fé e na Dor... Sete Missões de Amor | Laíla, Cid Carvalho, Fran Sérgio, Ubiratan Silva e Shangai                                                                 | Unidos da Tijuca | [ 208 ] [ 209 ] [ 210 ]            |
| 2006 | Unidos de Vila Isabel                                                                                                 | 2 | Soy Loco por Ti, América - A Vila Canta a Latinidade                                                                                  | Alexandre Louzada | Acadêmicos do Grande Rio                                                                                              | [ 211 ] [ 212 ] [ 213 ]            |
| 2007 | Beija-Flor de Nilópolis                                                                                               | 10 | Áfricas - Do Berço Real à Corte Brasiliana                                                                                            | Laíla, Alexandre Louzada, Fran Sérgio, Ubiratan Silva e Shangai                                                            | Acadêmicos do Grande Rio                                                                                              | [ 214 ] [ 215 ] [ 216 ]            |
| 2008 | Beija-Flor de Nilópolis                                                                                               | 11 | Macapaba: Equinócio Solar, Viagens Fantásticas ao Meio do Mundo                                                                       | Laíla, Alexandre Louzada, Fran Sérgio, Ubiratan Silva e Shangai                                                            | Acadêmicos do Salgueiro                                                                                               | [ 217 ] [ 218 ] [ 219 ]            |
| 2009 | Acadêmicos do Salgueiro                                                                                               | 9 | Tambor | Renato Lage | Beija-Flor de Nilópolis                                                                                               | [ 220 ] [ 221 ]                    |
| 2010 | Unidos da Tijuca | 2 | É Segredo! | Paulo Barros | Acadêmicos do Grande Rio                                                                                              | [ 222 ] [ 223 ]                    |
| 2011 | Beija-Flor de Nilópolis                                                                                               | 12 | A Simplicidade de um Rei | Laíla, Alexandre Louzada, Fran Sérgio e Ubiratan Silva e Victor Santos                                                     | Unidos da Tijuca | [ 224 ] [ 225 ]                    |
| 2012 | Unidos da Tijuca | 3 | O Dia em que Toda a Realeza Desembarcou na Avenida para Coroar o Rei Luiz do Sertão                                                   | Paulo Barros | Acadêmicos do Salgueiro                                                                                               | [ 226 ] [ 227 ]                    |
| 2013 | Unidos de Vila Isabel                                                                                                 | 3 | A Vila Canta o Brasil, Celeiro do Mundo - "Água no Feijão que Chegou Mais Um"                                                         | Rosa Magalhães | Beija-Flor de Nilópolis                                                                                               | [ 228 ] [ 229 ]                    |
| 2014 | Unidos da Tijuca | 4 | Acelera, Tijuca! | Paulo Barros | Acadêmicos do Salgueiro                                                                                               | [ 230 ] [ 231 ]                    |
| 2015 | Beija-Flor de Nilópolis                                                                                               | 13 | Um Griô Conta a História: Um Olhar sobre a África e o Despontar da Guiné Equatorial. Caminhemos sobre a Trilha de Nossa Felicidade    | Laíla, Fran Sérgio, Ubiratan Silva, Victor Santos, André Cezari, Bianca Behrends e Cláudio Russo                           | Acadêmicos do Salgueiro                                                                                               | [ 232 ] [ 233 ]                    |
| 2016 | Estação Primeira de Mangueira                                                                                         | 19 | Maria Bethânia: A Menina dos Olhos de Oyá                                                                                             | Leandro Vieira | Unidos da Tijuca | [ 234 ] [ 235 ]                    |
| 2017 | Portela | 22 | Quem Nunca Sentiu o Corpo Arrepiar ao Ver Esse Rio Passar?                                                                            | Paulo Barros | — | [ 236 ] [ 237 ] [ 238 ]            |
| 2017 | Mocidade Independente de Padre Miguel                                                                                 | 6 | As Mil e Uma Noites de Uma 'Mocidade' pra Lá de Marrakesh                                                                             | Alexandre Louzada | — | [ 236 ] [ 237 ] [ 238 ]            |
| 2018 | Beija-Flor de Nilópolis                                                                                               | 14 | Monstro É Aquele que Não Sabe Amar. Os Filhos Abandonados da Pátria que os Pariu                                                      | Laíla, Cid Carvalho, Victor Santos, Bianca Behrends, Rodrigo Pacheco e Léo Mídia                                           | Paraíso do Tuiuti | [ 240 ] [ 241 ]                    |
| 2019 | Estação Primeira de Mangueira                                                                                         | 20 | História pra Ninar Gente Grande | Leandro Vieira | Unidos do Viradouro                                                                                                   | [ 242 ] [ 243 ]                    |
| 2020 | Unidos do Viradouro                                                                                                   | 2 | Viradouro de Alma Lavada | Marcus Ferreira e Tarcisio Zanon                                                                                           | Acadêmicos do Grande Rio                                                                                              | [ 244 ]                            |
| Inicialmente adiados para o mês de julho, os desfiles do Carnaval 2021 foram cancelados devido a pandemia de Covid-19 | Inicialmente adiados para o mês de julho, os desfiles do Carnaval 2021 foram cancelados devido a pandemia de Covid-19 | Inicialmente adiados para o mês de julho, os desfiles do Carnaval 2021 foram cancelados devido a pandemia de Covid-19 | Inicialmente adiados para o mês de julho, os desfiles do Carnaval 2021 foram cancelados devido a pandemia de Covid-19                 | Inicialmente adiados para o mês de julho, os desfiles do Carnaval 2021 foram cancelados devido a pandemia de Covid-19      | Inicialmente adiados para o mês de julho, os desfiles do Carnaval 2021 foram cancelados devido a pandemia de Covid-19 | [ 245 ]                            |
| 2022 | Acadêmicos do Grande Rio                                                                                              | 1 | Fala, Majeté! Sete Chaves de Exu | Gabriel Haddad e Leonardo Bora                                                                                             | Beija-Flor de Nilópolis                                                                                               | [ 246 ]                            |
| 2023 | Imperatriz Leopoldinense                                                                                              | 9 | O Aperreio do Cabra Que o Excomungado Tratou com Má-querença e o Santíssimo Não Deu Guarida                                           | Leandro Vieira | Unidos do Viradouro                                                                                                   | [ 247 ]                            |
| 2024 | Unidos do Viradouro                                                                                                   | 3 | Arroboboi, Dangbé | Tarcisio Zanon | Imperatriz Leopoldinense                                                                                              | [ 248 ]                            |
| 2025 | Beija-Flor de Nilópolis                                                                                               | 15 | Laíla de Todos os Santos, Laíla de Todos os Sambas                                                                                    | João Vitor Araújo | Acadêmicos do Grande Rio                                                                                              | [ 249 ]                            |

## Regras
- 2008 - Não foram permitidas notas abaixo de 8.
- 2010 - A maior e a menor nota de cada quesito é descartada. O número de julgadores para cada quesito foi aumentado de 4 para 5, o que totaliza 50 julgadores.
- 2012 - Apenas a menor nota de cada quesito é descartada. O número de julgadores para cada quesito foi diminuído de 5 para 4, o que totaliza 40 julgadores.
- 2012 - Não foram permitidas notas abaixo de 9.
- 2015 - O quesito Conjunto é excluído, o que diminuiu o número total de julgadores de 40 para 36.
- 2020 - Cada quesito passa a ter 5 jurados, e a maior e menor nota são descartadas.
- 2023 - Cada quesito passa a ter 4 jurados, e apenas a menor nota é descartada.

## Ranking
Ranking da LIESA é um sistema de classificação Das escolas de samba do Rio de Janeiro que participam ou não do Grupo Especial. Com o objetivo de oferecer um desfile competitivo e alto nível artístico. além de apresentarem um trabalho cada vez melhor. Caso duas ou mais escolas terminem a apuração com a mesma quantidade de pontos e se tiverem os mesmos pontos em todos os quesitos, este ranking é usado para desempate.